# Grabowy Las (województwo lubelskie)
Grabowy Las – wieś w Polsce położona w województwie lubelskim, w powiecie lubartowskim, w gminie Kamionka
Miejscowość do 31 grudnia 2020 była częścią wsi Kamionka, do 31 grudnia 2021 była częścią wsi Ciemno.